# Pierre Mertens (psicoterapeuta)
Pierre Mertens (Antuérpia, 1953), foi o fundador, juntamente com sua mulher, da Associação Belga de Hidrocefalia e Spina Bifida.
Em 1994 fundou a associação de ONG Platform Disability and Development Cooperation.
Em 1995 foi eleito presidente da International Federation for Spina Bífida and Hydrocephalus, conhecida como IF.